# Mercedes Sombra
Mercedes Sombra (Buenos Aires, Argentina; 1920 - Idem; 31 de mayo de 2003) fue una actriz argentina.

## Carrera
Hija de un matrimonio conformado por el ministro de agronomía y presidente de la Sociedad Rural Argentina Cosme Massini Ezcurra y  Valeria Crotto Villas, sus hermanos fueron Carlos, José María y Federico
Refinada actriz de particulares tonos y de extensísima carrera teatral, estudió de muy joven  en la "Escuela Dramática de Buenos Aires"  en 1946, junto con Enrique Fava, Marcelo Lavalle y María Luisa Bemberg, y cuya directora era la primera actriz Galina Tolmacheva.
Sombra fue una de las grandes protagonistas del Teatro Independiente, estuvo desde el comienzo en uno de los primeros grupos de ese movimiento, La Cortina, dirigido por Irene Lara y en el que también figuraba Mane Bernardo. Otro papel en los que participó se destaca como la magnífica Casandra de un Agamenón, de Esquilo, puesto en escena por Hugo Marín en el Lassalle, hacia 1950, donde hizo una creación de la trágica profetisa troyana, sacrificada por sus conciudadanos por augurar la derrota. Con una dicción perfecta (también la tenía en francés y en inglés), la voz de la Sombra fue calificada por un crítico como de "ardida, quemada".
Otras obras en las que incursionó se encuentra una espléndida Antígona en la pieza homónima de Anouilh, en el Instituto de Arte Moderno, con un Duilio Marzio, dirigida por Marcelo Lavalle, y, siempre en el IAM, una inolvidable madre en Nuestro pueblo, de Thornton Wilder.
En sus contadas intervenciones en cine y televisión le tocó siempre, dados sus rasgos personales, hacer de "señora bien", lo que limitó en esos medios sus múltiples capacidades expresivas. Participó en películas como Los sobrinos del zorro (1952) con Pepe Iglesias; Paula cautiva (1963) protagonizada por Susana Freyre y Duilio Marzio; Primero yo (1964) con Alberto de Mendoza y Marilina Ross; y Crónica de una señora (1971) con Graciela Borges, Lautaro Murúa y Federico Luppi. Fue dirigida por grandes como Leo Fleider, Fernando Ayala y Raúl de la Torre.
Casada con el director teatral Boyce Díaz Ulloque, acompañó a éste cuando se radicó en Tucumán, donde enseñaba en el conservatorio y conducía la Comedia provincial. En 1985 se trasladan temporalmente a España fijando la residencia en Playa de Aro (Gerona).
Falleció el 31 de mayo de 2003, sus restos descansan en el cementerio Bosques de Santa Catalina.

## Filmografía
- 1971: Crónica de una señora.
- 1964: Primero yo .
- 1963: Paula cautiva
- 1952: Los sobrinos del zorro.

## Teatro[6]
- La Cortina.
- Agamenón.
- Anouilh.
- Nuestro pueblo.
- Semillas antiguas.
- Las Violetas.
- Angelito, el secuestrado.
- Siegfried.
- El oro y la paja.
- Una mujer sin importancia.
- Reunión de familia.
- Los físicos.
- Los soldados